# Phùng An
Phùng An là vua Việt Nam trong thời thuộc Đường đầu thế kỷ thứ 9.

## Thân thế
Phùng An là con của Bố Cái Đại vương Phùng Hưng, người đã giành quyền tự chủ cho Việt Nam cuối thế kỷ thứ 8.

## Tranh chấp quyền lực
Tháng 5 năm 802, Phùng Hưng mất. Lực lượng quân khởi nghĩa chia rẽ: một nửa ủng hộ em Phùng Hưng là Phùng Hải, một nửa do tướng Bồ Phá Cần đứng đầu chủ trương chọn Phùng An thay cha. Hai bên đánh nhau, nhờ Bồ Phá Cần là mãnh tướng, Phùng An thắng thế. Phùng Hải và Phùng Dĩnh phải bỏ chạy vào động Chu Nham. Phùng An lên kế vị cuối năm 802. Các thủ hạ của Phùng Hải bỏ đi, không phục tùng Phùng An, do đó lực lượng quân khởi nghĩa bị suy yếu.

## Hàng nhà Đường
Sau thời gian lo vấn đề phiên trấn, vua Đức Tông nhận ra An Nam đô hộ phủ bị mất hơi lâu nên đã cử lão tướng Triệu Xương cầm quân sang đánh Phùng An ở thành Tống Bình. Triệu Xương chưa dùng binh mà sai sứ sang dụ trước. Phùng An cự tuyết. Triệu Xương dẫn quân Đường hùng hổ đánh bại nghĩa quân ở An Nam đô hộ phủ, tàn sát dân chúng, thành Tống Bình bị quân Đường chiếm lại. Phùng An yếu thế phải đầu hàng quân Đường vào đầu năm 803. Cuối cùng không rõ kết cục của Phùng An sau khi xin hàng nhà Đường.
Phùng An chỉ ở ngôi được khoảng ba tháng. Thời tự chủ của người Việt kéo dài không lâu.